# 諾夫河
諾夫河（德語：Norfbach）是德國北莱茵-威斯特法伦州的河流，河道全長19.9公里，面積105.7平方公里，發源自施托默尔恩，最終注入埃爾夫特河，河畔城鎮有諾伊斯。